# Manufaktura porcelany w Korcu

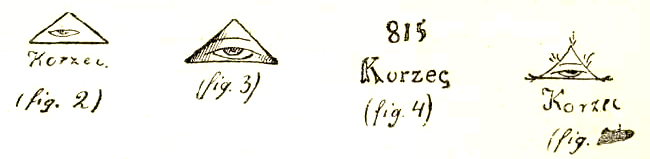
Znaki fabryczne

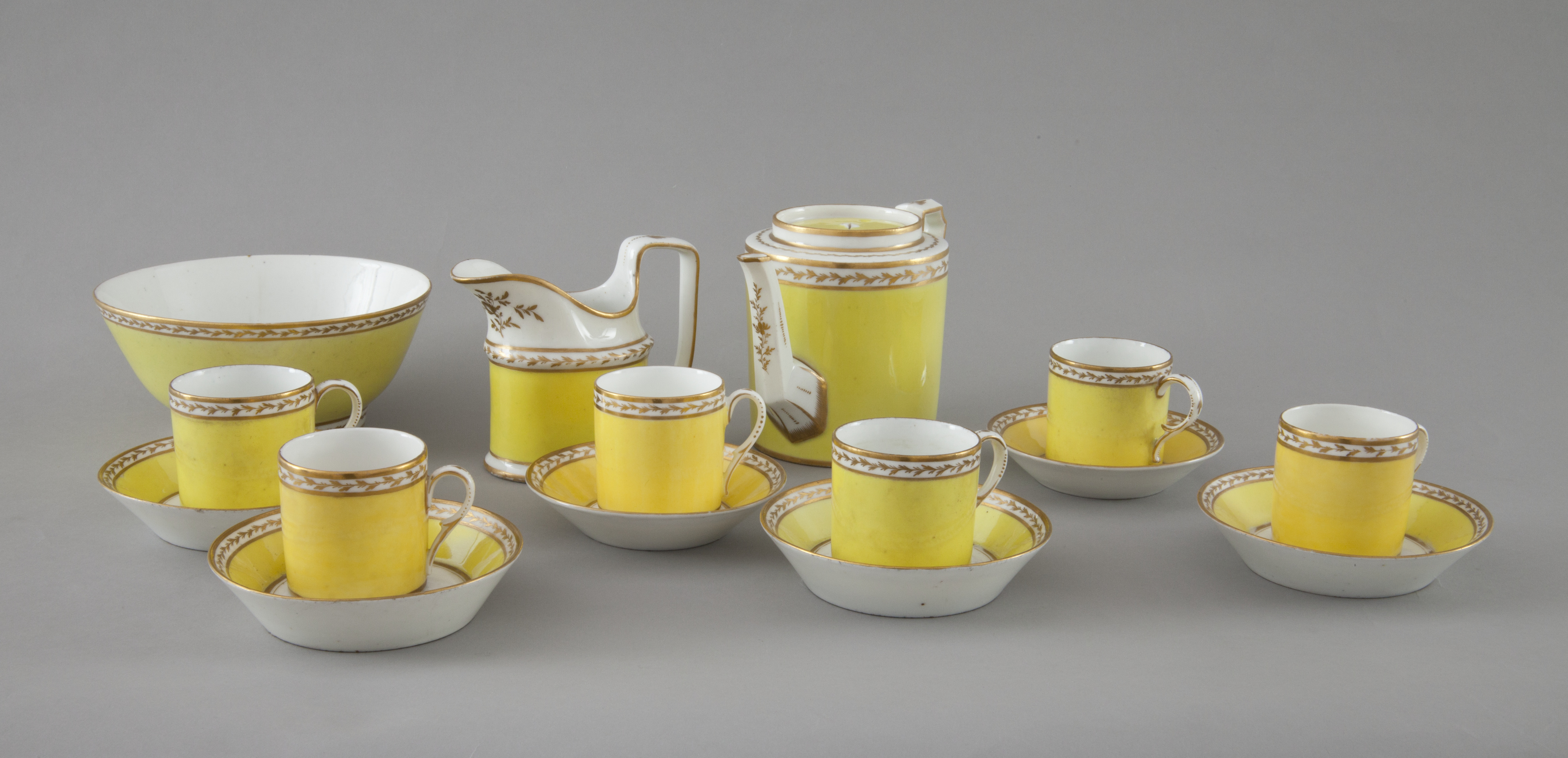
Serwis herbaciany, 1800–1820. Muzeum Narodowe w Krakowie

Manufaktura porcelany w Korcu – wytwórnia porcelany założona w roku 1783 przez Józefa Klemensa Czartoryskiego w Korcu (obecnie w obwodzie rówieńskim na Ukrainie). Była to pierwsza w Polsce wytwórnia tego rodzaju.

## Historia

### Przed powstaniem Manufaktury
Zainteresowanie farfurami i farfurkami (tak ówcześnie nazywano wyroby fajansowe, ceramiczne i porcelanowe) w Polsce istniało w podobnym czasie jak w innych krajach Europejskich. Pierwotnie importowane wyroby azjatyckie stopniowo ustępowały miejsca wyrobom europejskim. Starania Augusta Mocnego wraz z alchemikiem Johannem Böttgerem doprowadziły do uzyskania pierwszej europejskiej receptury porcelany i utworzenia manufaktury w Miśni. Dzięki związkom Rzeczpospolitej z Saksonią porcelana szybko zdobywała popularność wśród zamożnych klas społeczeństwa, dzięki czemu w 1731 w Warszawie utworzono pierwszy skład porcelany. Ze względu na ponadprzeciętną wartość porcelana trafiała pierwotnie na stoły magnackie, a wszelkie uszkodzone przedmioty naprawiano. Warszawskie składy oferowały kity przeznaczone do klejenia wyrobów, natomiast w drugiej połowie XIX w. w Warszawie było dwóch rzemieślników zajmujących się naprawą porcelany.
Starania w zakresie utworzenia polskiej manufaktury porcelany podjął Stanisław August Poniatowski wraz z szambelanem Augustem Moszyńskim. Mimo istnienia w tym czasie farfurni które produkowały wyroby głównie z fajansu, żadna z manufaktur nie posiadała technologii potrzebnej do produkcji porcelany. Mimo wielu prób i uzyskania finalnie niewielkich ilości gotowego produktu, całość prac zakończyła się powstaniem wytwórni fajansu w Belwederze. Prawdopodobnie związane było to z brakiem odkrytych zasobów naturalnych potrzebnych do produkcji, a glina na której pracowano podczas wykonywania prób mogła pochodzić z importu.

### Powstanie manufaktury
Istotną rolę w powstaniu pierwszej polskiej manufaktury porcelany odegrał książę Józef Klemens Czartoryski. Przed przystąpieniem do produkcji poszukiwał w swoich dobrach kaolinu, po zlokalizowaniu potrzebnych surowców zlecił ekspertyzy w Manufakturze porcelany w Miśni, gdzie potwierdzono jakość surowca, ponadto magnat poszukiwał kwarcu i gipsu. Po przygotowaniach założono spółkę akcyjną z bardzo niewielkim nakładem gotówkowym, jednakże ze sporym wkładem surowcowym ze strony Księcia, na jego ziemiach wydobywano niezbędne surowce, dostarczał drewna na potrzeby budowy i na potrzeby procesu technologicznego oraz siłę roboczą w postaci chłopów pańszczyźnianych. W 1783 podpisano kontrakt z Franciszkiem de Mezerem na okres sześciu lat, w ramach wynagrodzenia miał dostawać dziesięć czerwonych złotych oraz mieszkanie wraz z opałem.
W roku 1784 sprowadzony z Warszawy Franciszek Mezer rozpoczął produkcję fajansu, przez pierwsze sześć lat była to wyłączna produkcja manufaktury. Czartoryski w 1789 roku wybudował duży gmach manufaktury. W prawym skrzydle znajdowało się mieszkanie dyrektora i laboratorium, w lewym magazyn wyrobów. Środek na dole zajmowały pracownie, na górze sale malarni. Z tyłu duży dziedziniec z zabudowaniami fabrycznymi. Dzięki odkryciu w pobliskiej wsi Dąbrówka złoża glinki kaolinowej rozpoczęto próby produkcji porcelany. Potrzebny jako domieszka do masy porcelanowej krzemień sprowadzano z Krzemieńca, a kredę z Jampola. W roku 1790 przedstawiono pierwsze wyroby królowi Stanisławowi Augustowi Poniatowskiemu, który nagrodził Franciszka Mezera pierścieniem z monogramem królewskim. Uznając zasługi F. Mezera w tworzeniu nowej gałęzi przemysłu, Sejm Wielki w 1790 roku nadał mu indygenat szlachectwa polskiego.
Manufaktura korecka konkurowała z wyrobami słynnych manufaktur w Miśni i Sèvres. Początkowo naśladowano wyroby tych manufaktur, później modelarze koreccy stworzyli własne wzory figurek i zastaw stołowych. W dekoracjach malarskich przeważały wzory kwiatowe, między innymi róże barwy fiołkoworóżowej lecz zdarzały się też motywy krajobrazowe, m.in. panoramiczne widoki budynków manufaktury. Wiadomo o dwóch takich egzemplarzach wyprodukowanych w Korcu ok. 1792 lub 1793 roku, dla króla Stanisława i jego brata, prymasa Michała Poniatowskiego. Malarz-miniaturzysta Kazimierz Sobiński, który kierował działem dekoracji malarskich, stworzył 12-osobowy serwis kawowy dla cesarzowej Katarzyny II zamówiony przez gubernatora Tutułmina. W Korcu dekoratorami byli również Grzegorz Chomicki, Antoni Gajewski i Blum.
Zajęcie Wołynia przez wojska rosyjskie w roku 1793 spowodowało odcięcie manufaktury koreckiej od rynków zbytu na terenie Polski. Franciszek Mezer przekazał kierownictwo zakładu bratu Michałowi. Pożar, który strawił wszystkie budynki zakładu w roku 1796, przerwał jej działalność. Manufaktura wznowiła produkcję w roku 1800. Po kilku latach zakład odbudowano, składał się on z trzech budynków - dwóch murowanych i jednego drewnianego. W roku 1804 zakład opuścił Michał Mezer, przenosząc się wraz z grupą fachowców do nowej manufaktury w Baranówce. Po odejściu Mezera kierownictwo objął Charles Louis Meraud, który sprowadził kilku fachowców z manufaktury w Sèvres. Wskutek modernizacji i związanych z tym inwestycji, manufaktura okresowo przestała przynosić dochód, co doprowadziło do odejścia Merauda w roku 1807. Według Koweckiej, Meraud zarządzał fabryką rozrzutnie i niesprawnie, a okres jego rządów źle zapisał się w kronikach zakładu. Zastąpił go Francuz Petion, który pozostał na stanowisku do roku 1828. Pod jego kierownictwem rozpoczęto produkcję porcelany najwyższej jakości, szczególnie pod względem dekoracji malarskich. W 1807 roku produkcję fajansu przeniesiono do Horodnicy, a Petion także tam pełnił funkcję dyrektora.
W 1810 roku zmarł Książę Czartoryski, manufaktura wskutek skomplikowanych spraw spadkowych (Czartoryski miał pięć córek, które już były zamężne) przez wiele lat borykała się z wieloma trudnościami, ale dalej działała. W latach późniejszych nastąpił upadek zakładu, który zamknięto na czas powstania listopadowego, a w roku 1832 przeprowadzono jego likwidację.

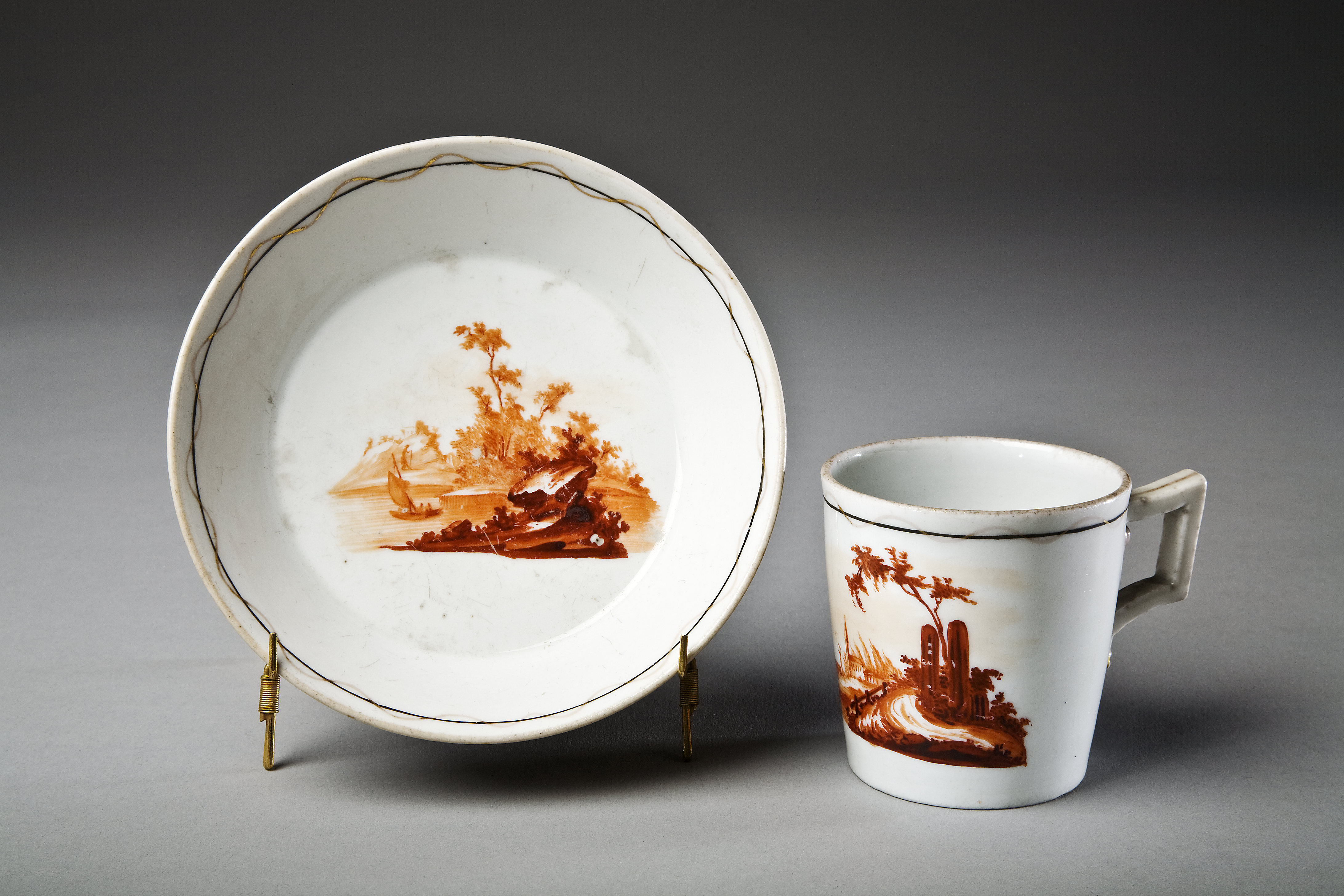
Filiżanka i spodek, koniec XVIII wieku. Muzeum Hallwyl
Półmisek, koniec XVIII wieku. Muzeum Hallwyl
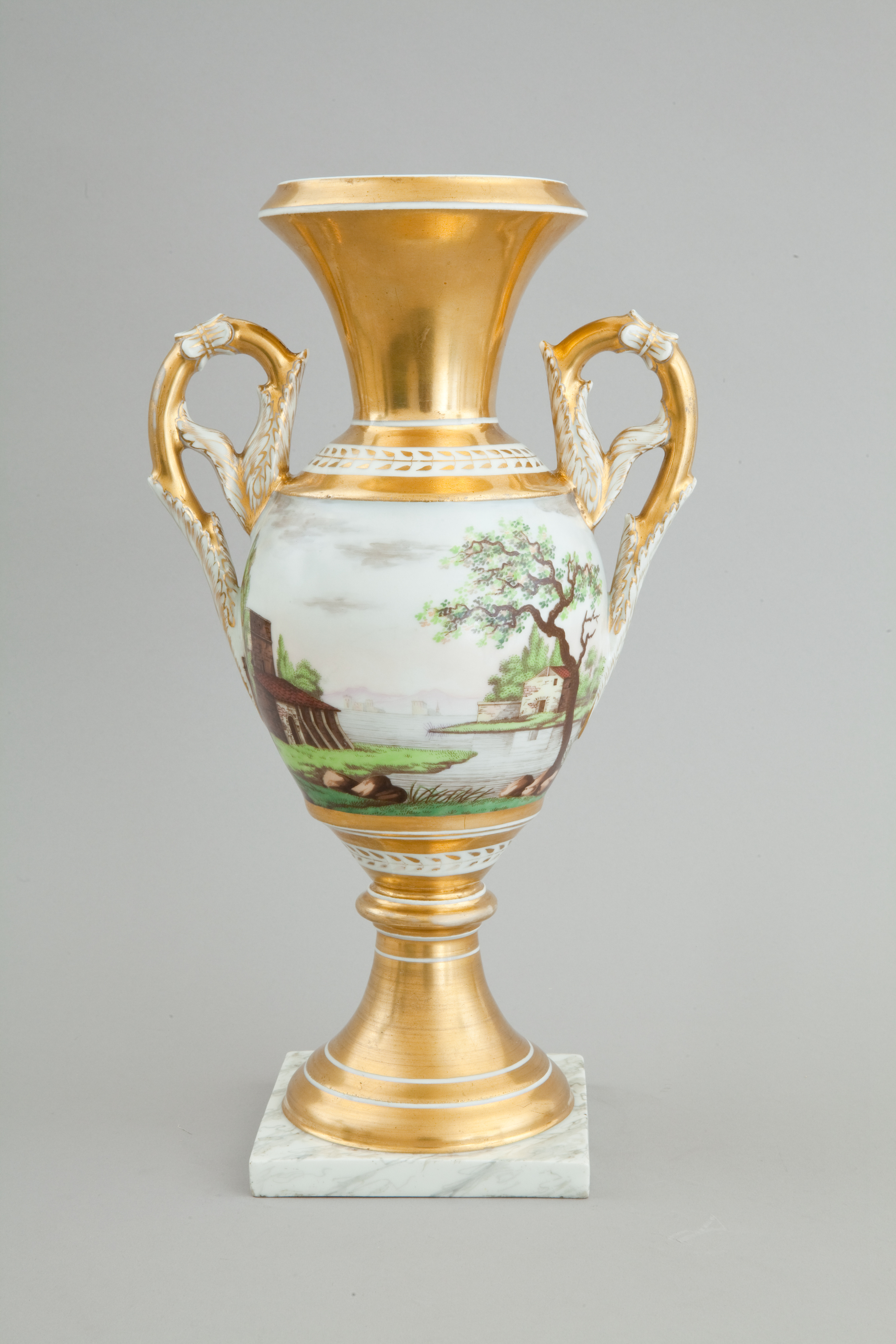
Złocony wazon z namalowanym pejzażem, ok. 1812. Muzeum Narodowe w Krakowie
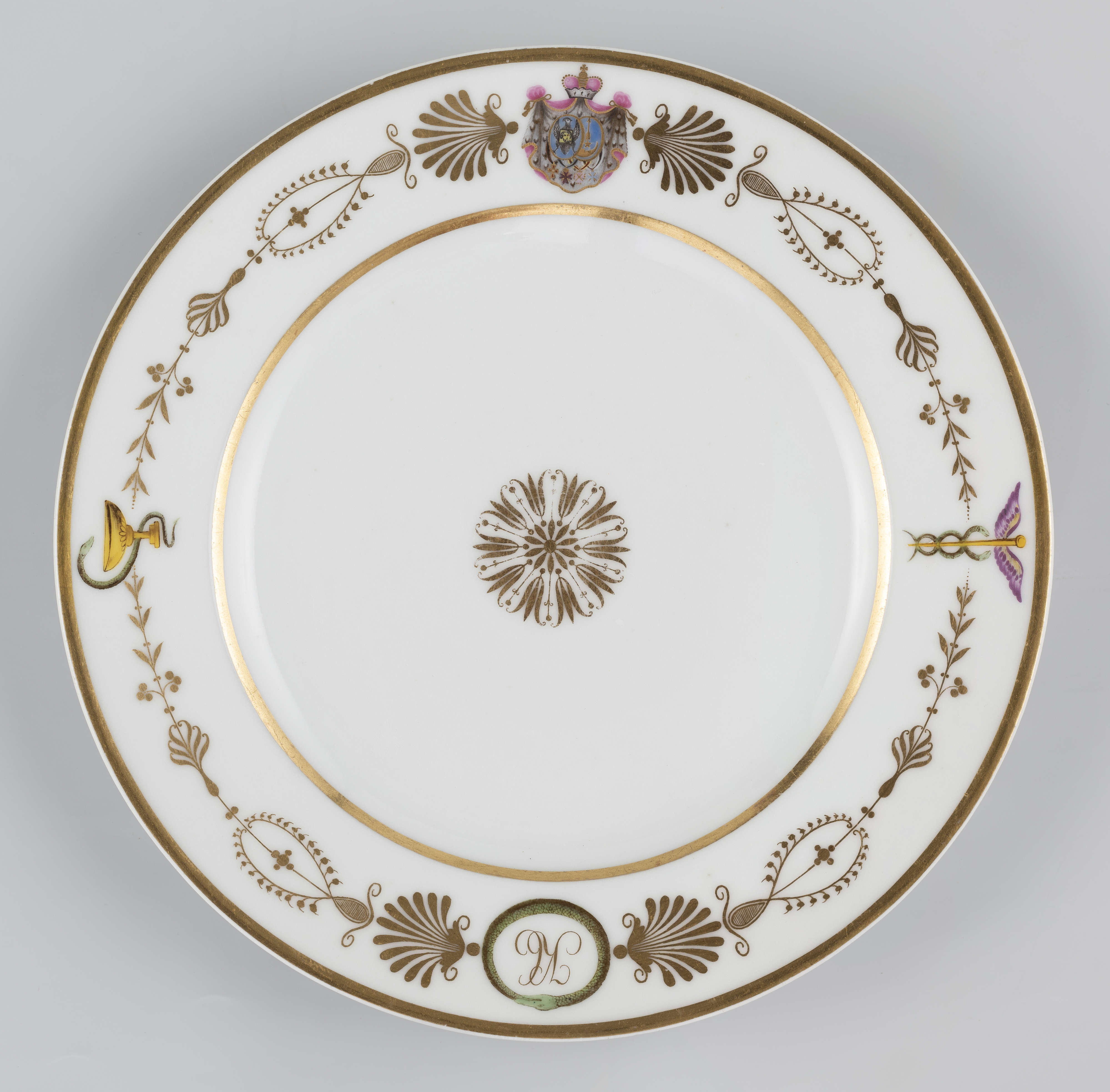
Talerz z serwisu zamówionego przez Józefa Mikołaja Radziwiłła dla jego córki Konstancji. 1815–1820. Muzeum Narodowe w Lublinie